# 九戸政実
九戸 政実（くのへ まさざね）は、戦国時代から安土桃山時代にかけての武将。南部氏の家臣。九戸城主。九戸信仲の子。
九戸政実の乱で豊臣秀吉と戦ったことで知られる。

## 生涯

### 九戸氏の勢力拡大
九戸氏は、南部氏始祖である南部光行が建久2年（1191年）に地頭職として陸奥国糠部郡に入部して以降、その六男・行連が九戸郡伊保内（岩手県九戸村）に入部して九戸氏を称したとされているが、別姓小笠原氏を名乗っていたとする資料もあり定かではない。室町幕府からは南部宗家と同列の武将と見られていた。関東衆・九戸五郎とは政実の事を指すとされている。政実は行連から数えて十一代目にあたるとされ、武将としての器量に優れており政実の代に勢力を大幅に広げた。永禄12年（1569年）、南部晴政の要請により、安東愛季が侵略した鹿角郡の奪取などに協力し、その勢力を拡大している。そして斯波氏の侵攻に際しても石川高信の支援を行い、講和に貢献した。

### 晴政・晴継の死と、信直との対立
南部氏二十四代・晴政には男子がなかったため、永禄8年（1565年）に石川高信の子（晴政にとり従兄弟）である信直を、長女の婿養子として三戸城に迎え世子とした。その後、晴政は次女を南部一族の中で有力者である九戸政実の弟・九戸実親に嫁がせる。しかし元亀元年（1570年）晴政に男子（後の南部晴継）が出生し、更に天正4年（1576年）信直の妻が没する。信直は嗣子を辞して三戸城から出るが、晴政は信直への不信を抱き続け、晴政ならび九戸氏の連衡と信直を盟主とする南長義、北信愛の連合の間で対立していく。
天正10年（1582年）、晴政が病死すると南部氏はかつての世子・信直と実子・晴継の間で後継者を巡る激しい家督争いが始まる。晴政の跡は実子の晴継が継いだが、父の葬儀の終了後、三戸城に帰城する際に暗殺されてしまう（病死説有り）。
急遽南部一族や重臣が一堂に会し大評定が行われた。後継者としては、晴政の二女の婿で一族の有力勢力である九戸実親と、かつて晴政の養嗣子でもあった信直が候補に挙げられた。評定では実親を推す空気が強かったが、北信愛が事前に他の有力勢力・根城南部氏の八戸政栄を調略し、結局は信愛、南長義らに推された信直が後継者に決定した。
政実としては弟を差し置いて、恩有る南部宗家を晴継暗殺の容疑者である信直が継いだことに大きな不満を抱き、自領へと帰還する。

### 九戸政実の乱
天正14年（1586年）には信直に対して自身が南部家の当主であると公然と自称するようになる。このような政実の姿勢は天正18年（1590年）の豊臣秀吉の「奥州仕置」後も変化はなく、ついには天正19年（1591年）1月、南部氏の正月参賀を拒絶し、同年3月に5,000人の兵力をもって挙兵した。
もともと南部一族の精鋭であった九戸勢は強く、更に家中の争いでは勝利しても恩賞はないと考える家臣の日和見もあり、信直は苦戦した。そしてとうとう自力での九戸討伐を諦めて秀吉に使者を送り、九戸討伐を要請するに至る。秀吉の命令に従い豊臣秀次を総大将とし蒲生氏郷や浅野長政、石田三成を主力とする九戸討伐軍が奥州への進軍を開始しさらに小野寺義道・戸沢政盛・秋田実季・大浦為信が参陣し、九戸討伐軍の兵力は6万人を上回った。
同年9月1日、討伐軍は九戸氏所領への攻撃を開始する。怒涛の勢いで迫る討伐軍は翌9月2日に政実・実親の籠る九戸城も包囲攻撃を開始。善戦した政実であったが、勝てないと悟り抗戦を諦めると、4日に出家姿で討伐軍に降伏した。
秀次の陣へと引き出された政実は死を覚悟しており従容として斬首された。そして実親、政則の2人の弟や実親の妻、政実の息子亀千代も斬殺され九戸氏は滅亡したが、政実の実弟で九戸一族の中で唯一秀吉方についた中野直康の子孫が、八戸氏、北氏と共に南部家中で代々家老を務める「御三家」の一つとして続いた。

## 家臣
- 姉帯兼興（大学） - 九戸政実の乱の際の姉帯城主として討死。
- 刑部兼直（刑部） - 姉帯兼興、姉帯兼信の兄。
- 姉帯兼信（五郎） - 姉帯兼興の弟。九戸政実の乱の際の姉帯城で討死。
- 姉帯兼政（与次郎） - 刑部兼直の子。
- 一戸実富（彦次郎）
- 一戸光方（図書助） - 一戸実富の弟。
- 大里親基（修理）
- 大野弥五郎
- 大湯治郎左衛門 - 大湯昌次の長男
- 大湯昌吉（四郎左衛門） - 大湯昌次の次男
- 大湯昌致（彦左衛門） - 大湯昌次の三男
- 大湯昌次（四郎左衛門）
- 長内庄兵衛 - 長内昌茂の三男。
- 長内伝右衛門 - 長内昌茂の次男。
- 長内昌茂（弥兵衛、弥五郎）
- 長内昌教（弥左衛門） - 長内昌茂の長男。
- 軽米兵右衛門
- 工藤業綱（右馬介） - 鉄砲の名手とされる。
- 久慈直治（備前守）
- 久慈政則（中務） - 九戸信仲の三男。久慈直治の養子。
- 櫛引興繁（出雲守） - 櫛引清長の長男。
- 櫛引清長
- 櫛引清寛（十兵衛）  - 櫛引清長の次男。
- 櫛引清政 - 櫛引清長の弟。
- 九戸実親 - 九戸信仲のニ男。
- 九戸連尹（隠岐） - 九戸信尹の子。
- 九戸尹実（杢兵衛） - 九戸信尹の子。九戸連尹の弟。
- 車門小左衛門
- 高家将監
- 小軽米久俊（左衛門、入道一熈斉）
- 小鳥谷摂津守
- 七戸家国
- 七戸将監
- 七戸慶高（大輔） - 七戸家国の弟。
- 七戸慶道（伊勢守）
- 嶋森安芸守
- 天魔源左衛門
- 中野康実 - 九戸信仲の四男。
- 夏井久膳
- 晴山忠房（治部少輔）
- 晴山玄蕃 - 晴山忠房の子。
- 円子光種
- 横浜慶房